# Carea lilacina
Carea lilacina är en fjärilsart som beskrevs av George Francis Hampson 1894. Carea lilacina ingår i släktet Carea och familjen trågspinnare. Inga underarter finns listade i Catalogue of Life.